# رابرت پی. شارپ
رابرت پی. شارپ (انگلیسی: Robert P. Sharp; ۲۴ ژوئن ۱۹۱۱ – ۲۵ مهٔ ۲۰۰۴) زمین‌شناس اهل ایالات متحده آمریکا بود.
وی همچنین برندهٔ جوایزی همچون نشان ملی علوم شده‌است.